# Кубок Шотландії з футболу 1907—1908
Кубок Шотландії з футболу 1907–1908 — 35-й розіграш кубкового футбольного турніру у Шотландії. Титул вшосте здобув Селтік.

## Перший раунд
| Команда 1                    | Рахунок | Команда 2                |
| ---------------------------- | ------- | ------------------------ |
| 18 січня 1908                |         |                          |
| Ґалстон (-)                  | 6:0     | Апхол (-)                |
| 25 січня 1908                |         |                          |
| Абердин (1)                  | 3:0     | Альбіон Роверз (2)       |
| Ейрдріоніанс (1)             | 0:1     | Данді (1)                |
| Селтік (1)                   | 4:0     | Піблс Роверз (-)         |
| Дамфріс (-)                  | 0:4     | Мотервелл (1)            |
| Данблейн (-)                 | 8:3     | Елгін Сіті (-)           |
| Фолкерк (1)                  | 2:2     | Рейнджерс (1)            |
| Гарт оф Мідлотіан (1)        | 4:1     | Сент-Джонстон (-)        |
| Гіберніан (1)                | 5:0     | Аберкорн (2)             |
| Кілмарнок (1)                | 2:1     | Гамільтон Академікал (1) |
| Грінок Мортон (1)            | 7:0     | Вейл оф Атол (-)         |
| Партік Тісл (1)              | 4:0     | Бонесс (-)               |
| Порт-Глазго Атлетік (1)      | 7:2     | Ейр Паркхаус (2)         |
| Рейт Роверз (2)              | 2:0     | Інвернесс Тісл (-)       |
| Сент-Бернардс (2)            | 1:1     | Квінз Парк (1)           |
| Сент-Міррен (1)              | 3:1     | Терд Ланарк (1)          |
| 1 лютого 1908 (перегравання) |         |                          |
| Рейнджерс (1)                | 4:1     | Фолкерк (1)              |
| Квінз Парк (1)               | 1:1     | Сент-Бернардс (2)        |
| 5 лютого 1908 (перегравання) |         |                          |
| Квінз Парк (1)               | 1:0     | Сент-Бернардс (2)        |

## Другий раунд
| Команда 1                     | Рахунок | Команда 2               |
| ----------------------------- | ------- | ----------------------- |
| 8 лютого 1908                 |         |                         |
| Абердин (1)                   | 0:0     | Данді (1)               |
| Гарт оф Мідлотіан (1)         | 4:0     | Порт-Глазго Атлетік (1) |
| Гіберніан (1)                 | 3:0     | Грінок Мортон (1)       |
| Кілмарнок (1)                 | 3:0     | Данблейн (-)            |
| Мотервелл (1)                 | 2:2     | Сент-Міррен (1)         |
| Партік Тісл (1)               | 1:1     | Рейт Роверз (2)         |
| Квінз Парк (1)                | 6:2     | Ґалстон (-)             |
| Рейнджерс (1)                 | 1:2     | Селтік (1)              |
| 15 лютого 1908 (перегравання) |         |                         |
| Данді (1)                     | 2:2     | Абердин (-)             |
| Сент-Міррен (1)               | 2:0     | Мотервелл (1)           |
| Рейт Роверз (2)               | 2:1     | Партік Тісл (1)         |
| 19 лютого 1908 (перегравання) |         |                         |
| Абердин (-)                   | 3:1     | Данді (1)               |

## Чвертьфінали
| Команда 1                      | Рахунок | Команда 2             |
| ------------------------------ | ------- | --------------------- |
| 22 лютого 1908                 |         |                       |
| Абердин (1)                    | 3:1     | Квінз Парк (1)        |
| Гіберніан (1)                  | 0:1     | Кілмарнок (1)         |
| Рейт Роверз (2)                | 0:3     | Селтік (1)            |
| Сент-Міррен (1)                | 1:0*    | Гарт оф Мідлотіан (1) |
| 21 березня 1908 (перегравання) |         |                       |
| Сент-Міррен (1)                | 3:1     | Гарт оф Мідлотіан (1) |

* - результат скасовано, було призначено повторний матч.

## Півфінали
| Команда 1                     | Рахунок | Команда 2       |
| ----------------------------- | ------- | --------------- |
| 21 березня 1908               |         |                 |
| Абердин (1)                   | 0:1     | Селтік (1)      |
| 28 березня 1908               |         |                 |
| Кілмарнок (1)                 | 0:0     | Сент-Міррен (1) |
| 11 квітня 1908 (перегравання) |         |                 |
| Сент-Міррен (1)               | 2:0     | Кілмарнок (1)   |

## Фінал
| 18 квітня 1908 15:00 (CET) |

| Селтік (1)                       | 5:1 | Сент-Міррен (1) |
| -------------------------------- | --- | --------------- |
| Беннет (2) Квінн Хемілтон Сомерс |     | Кеннінгем       |

| Гемпден-Парк, Глазго Глядачів: 58 000 |